# Борбено сърце
Борбено сърце (на испански: Corazón guerrero) е мексиканска теленовела, режисирана от Хорхе Роблес и Хорхе Едгар Рамирес и продуцирана от Салвадор Мехия Алехандре за ТелевисаУнивисион през 2022 г. Адаптацията, написана от Катя Родригес Естрада, е базирана на аржентинската теленовела Смелите, създадена от Маркос Карневале и Лили Ан Мартин.
В главните роли са Алехандра Еспиноса, Гонсало Гарсия Виванко, Родриго Гирао, Кристиан де ла Кампа, Ока Хинер, Карена Флорес и Сиан Чонг, а в отрицателните са Диего Оливера, Алтаир Харабо, Сабине Мусиер и Джошуа Гутиерес. Специално участие вземат Габриела Спаник, Наталия Есперон, Ана Мартин, Рене Касадос и Мануел Охеда.

## Сюжет
Тъй като е само дете, Лисардо Санчес вижда как баща му умира и не може да попречи на по-малките му братя - Самуел и Дамян, да бъдат жестоко грабнати от ръцете му. Сега той се завръща решен да отмъсти на човека, който е унищожил в миналото семейството му. С нова самоличност той събира братята си и пред гроба на баща си те се заклеват да отмъстят, като накарат човека, разбил семейството им, да плати по същия начин - унищожавайки най-важното за него, те ще му отнемат това, което той обича най-много.
Историята започва с пристигането на Хесус Гереро и неговите братя в живота на влиятелния Аугусто Руис-Монталво, с тайната мисия да го накарат да плати за всички щети, които им е нанесъл, и да си върнат това, което е откраднал от тях. За да постигнат целта си, братята Гереро печелят доверието на своя враг, докато не проникнат в най-близкия му кръг - семейството му. Те скоро откриват това, което Аугусто обича най-много - дъщерите си. Върху тях ще излеят яростта на своето отмъщение. Недоверието и съперничеството растат между Хесус и Аугусто - първият, в търсене на отмъщение; вторият, готов да защити семейството си по всякакъв начин.
Решен да изпълни клетвата, която е дал на гроба на баща си, Хесус ще се опита да потисне чувствата си към Марилус, но силата на истинската любов ще бъде по-мощна от негодуванието му, така че неговото борбено сърце ще бъде разкъсвано между любовта и отмъщението.

## Актьори
- Алехандра Еспиноса – Марилус Гарсия
- Гонсало Гарсия Виванко – Хесус Санчес Гереро / Лисардо Санчес Корсо
- Алтаир Харабо – Карлота Руис-Монталво
- Ока Хинер – Доменика Руис-Монталво Пенялвер
- Кристиан де ла Кампа – Самуел Санчес Гереро / Самуел Санчес Корсо
- Родриго Гирао – Дамян Санчес Гереро / Дамян Санчес Корсо
- Диего Оливера – Аугусто Руис-Монталво
- Сабине Мусиер – Викторияна Пенялвер де Руис-Монталво
- Рене Касадос – Ериберто Виялба
- Джошуа Гутиерес – Федерико Дуарте Руис-Монталво
- Мануел Охеда – Абел
- Алеида Нуниес – Селена Рекуеро
- Ана Мартин – Консепсион "Кончита" Гарсия
- Наталия Есперон – Гуадалупе Гарсия
- Карена Флорес – Ема Руис-Монталво Пенялвер
- Сиан Чонг – Адриан Гереро
- Габриела Спаник – Елиса Корсо вдовица де Санчес
- Хуан Колучо – Патрисио Салгадо
- Едуардо Яниес – Октавио Санчес
- Пабло Валентин – Валеро
- Рафаел дел Вияр – Габино Белтран
- Екатерина Киев – Микаела
- Серхио Акоста – Баутиста
- Луис Лауро – Икер
- Емилио Галван – Саул
- Кристиан Гамеро – Исаяс Кабрера
- Памела Сервантес – Фабиола
- Патрисия Макео – Белен
- Патрисио де Родас – Родриго
- Раул Ортеро – Серхио
- Саманта Васкес – Лола
- Диего Арансивия – Густаво
- Фернанда Ривас – Рената
- Мишел Поланко – Лаура
- Игнасио Гуадалупе – Дон Оскар
- Паола Рохас – Себе си
- Айди Навара – Сабина Вега
- Келчи Арисменди – Елоиса
- Артуро Васкес – Селестино
- Карлос Лараняга – Анселмо
- Хосе Луис Дувал – Сантяго
- Патрисия Мартинес – Чана
- Таня Васкес – Брияна
- Сусана Диасаяс – Лорена Пуяда
- Клаудия Ортега – Лина

## Премиера
Премиерата на „Борбено сърце“ е на 28 март 2022 г. по „Лас естреяс“. Последният 120. епизод е излъчен на 9 септември 2022 г.
| Година | Излъчване              | Брой епизоди | Премиера     | Премиера         | Финал            | Финал            |
| Година | Излъчване              | Брой епизоди | Дата         | Зрители (в млн.) | Дата             | Зрители (в млн.) |
| ------ | ---------------------- | ------------ | ------------ | ---------------- | ---------------- | ---------------- |
| 2022   | понеделник-петък 16:30 | 120          | 28 март 2022 | 2.2              | 9 септември 2022 | 2.5              |

## Продукция
Теленовелата е обявена на 31 октомври 2021 г. по време на представянето на телевизионните програми за 2022 г. На 25 ноември 2021 г. е обявено завръщането на продуцента Салвадор Мехия Алехандре в редиците на компания Телевиса, който ще продуцира теленовелата за ТелевисаУнивисион. Снимачният процес започва на 17 януари 2022 г. южно от столицата Мексико, в Хочимилко, като Хорхе Едгар Рамирес и Хорхе Роблес отговарят за режисурата, Адриан Фрутос Маса и Вивиан Санчес Рос – за операторската работа, режисьори на диалози са Ерик Аройо и Мигел Бустос, а Естебан де Яка отговаря за фотографията. Адаптацията е написана от Катя Родригес Естрада, с допълнителни диалози от Каролина Мехия Лартио и Фернандо Гарсилита и литературна редакция от Алберто Аридхис, е базирана на аржентинската теленовела Valientes, създадена от Маркос Карневале и Лили Ан Мартин. Планирано е теленовелата да съдържа 120 епизода.

### Избор на актьорския състав
На 25 ноември 2022 г. са потвърдени първите имена сред актьорите: Алехандра Еспиноса — в нейната дебютна главна роля, Родриго Гирао Диас, Кристиан де ла Кампа, Гонсало Гарсия Виванко, Марлене Фавела, Сабине Мусие, Ана Мартин и Диего Оливера. На 9 декември 2021 г. е потвърдено участието на Габриела Спаник в теленовелата, като последния проект, в който участва актрисата, продуциран от Мехия, е теленовелата Узурпаторката от 1998 г. Чрез съобщение, публикувано на уебсайта на Унивисион, на 7 януари 2022 г. е потвърдено специалното участие на Едуардо Яниес в теленовелата. Наталия Есперон потвърждава своето участие на 8 януари 2022 г., след като отсъства от телевизията в продължение на 10 години.

## Версии
- Valientes (оригинална история), аржентинска теленовела, продуцирана от Пол-ка Продуксионес през 2009-2010 г., с участието на Лусиано Кастро, Хулиета Диас, Мариано Мартинес и Елеонора Уекслер.
- Valientes, испанска теленовела, продуцирана от Себра Продуксионес през 2010 г., с участието на Хулиан Хил, Марко де Паула, Мишел Гурфи, Марта Белмонте и Ектор Ноас.